# 대한민국 영화대상
대한민국 영화대상(大韓民國映畵大賞)은 문화방송이 주관해 시상하는 영화상이다. 시상식은 매년 말에 열린다. 2002년 MBC 영화상이란 이름으로 처음 개최하였고, 이듬해에 현재의 이름으로 바꾸었다. 대한민국에서 개봉된 영화를 심사대상으로 한다. 2009년 경제난으로 인한 제작비 및 후원 스폰서 문제로 인해 무산되었다가, 2010년 재정적인 기반을 확보 11월에 개막식을 열었다. 하지만, 또다시 2011년 재정문제로 영구 폐지되었다.

## 역대 수상작(자)

### 1회 (2002년)
| 부문          | 수상자          | 작품                     |
| ------------- | --------------- | ------------------------ |
| 최우수 작품상 | 이스트 필름     | 《오아시스》             |
| 감독상        | 이창동          | 《오아시스》             |
| 각본/각색상   | 이창동          | 《오아시스》             |
| 남우주연상    | 설경구          | 《오아시스》             |
| 여우주연상    | 문소리          | 《오아시스》             |
| 남우조연상    | 황정민          | 《와이키키 브라더스》    |
| 여우조연상    | 오지혜          | 《와이키키 브라더스》    |
| 신인감독상    | 정재은          | 《고양이를 부탁해》      |
| 신인남우상    | 감우성          | 《결혼은 미친 짓이다》   |
| 신인여우상    | 문소리          | 《오아시스》             |
| 미술상        | 장근영          | 《화산고》               |
| 촬영상        | 김병일          | 《복수는 나의 것》       |
| 편집상        | 김상범          | 《복수는 나의 것》       |
| 조명상        | 박현원          | 《복수는 나의 것》       |
| 시각효과상    | 장성호          | 《화산고》               |
| 음악상        | 이병우          | 《마리 이야기》          |
| 음향상        | 라이브 톤       | 《화산고》               |
| 단편영화상    | 신재인 감독     | 《그의 진실이 전진한다》 |
| 공로상        | 정일성 촬영감독 |                          |

### 2회 (2003년)
| 부문          | 수상자         | 작품               |
| ------------- | -------------- | ------------------ |
| 최우수 작품상 | 싸이더스       | 《살인의 추억》    |
| 감독상        | 봉준호         | 《살인의 추억》    |
| 각본/각색상   | 봉준호, 심성보 | 《살인의 추억》    |
| 남우주연상    | 송강호         | 《살인의 추억》    |
| 여우주연상    | 문소리         | 《바람난 가족》    |
| 남우조연상    | 백윤식         | 《지구를 지켜라》  |
| 여우조연상    | 윤여정         | 《바람난 가족》    |
| 신인감독상    | 장준환         | 《지구를 지켜라》  |
| 신인남우상    | 박해일         | 《질투는 나의 힘》 |
| 신인여우상    | 임수정         | 《장화, 홍련》     |
| 미술상        | 조근현         | 《장화, 홍련》     |
| 촬영상        | 김형구         | 《살인의 추억》    |
| 편집상        | 김선민         | 《살인의 추억》    |
| 조명상        | 오승철         | 《장화, 홍련》     |
| 시각효과상    | 인디펜던스     | 《원더풀 데이즈》  |
| 음악상        | 조영욱         | 《클래식》         |
| 음향상        | 최태영, 강경한 | 《장화, 홍련》     |
| 단편영화상    | 원신연         | 《빵과 우유》      |
| 공로상        | 신상옥 감독    |                    |

### 3회 (2004년)
| 부문          | 수상자                         | 작품                         |
| ------------- | ------------------------------ | ---------------------------- |
| 최우수 작품상 | 쇼이스트, 에그필름             | 《올드보이》                 |
| 감독상        | 박찬욱                         | 《올드보이》                 |
| 각본상        | 최동훈                         | 《범죄의 재구성》            |
| 남우주연상    | 최민식                         | 《올드보이》                 |
| 여우주연상    | 전도연                         | 《인어공주》                 |
| 남우조연상    | 이문식                         | 《범죄의 재구성》            |
| 여우조연상    | 고두심                         | 《인어공주》                 |
| 신인감독상    | 최동훈                         | 《범죄의 재구성》            |
| 신인남우상    | 강동원                         | 《늑대의 유혹》              |
| 신인여우상    | 수애                           | 《가족》                     |
| 미술상        | 정구호                         | 《스캔들: 조선남녀상열지사》 |
| 촬영상        | 홍경표                         | 《태극기 휘날리며》          |
| 편집상        | 신민경                         | 《범죄의 재구성》            |
| 조명상        | 박현원                         | 《올드보이》                 |
| 시각효과상    | 정도안                         | 《태극기 휘날리며》          |
| 음악상        | 조영욱, 심현정, 최승현, 이지수 | 《올드보이》                 |
| 음향상        | 김석원                         | 《태극기 휘날리며》          |
| 공로상        | 황정순                         |                              |

### 4회 (2005년)
| 부문          | 수상자                           | 작품                             |
| ------------- | -------------------------------- | -------------------------------- |
| 최우수 작품상 | 필름있수다                       | 《웰컴 투 동막골》               |
| 감독상        | 박광현                           | 《웰컴 투 동막골》               |
| 각본상        | 장진, 박광현, 김중               | 《웰컴 투 동막골》               |
| 남우주연상    | 황정민                           | 《너는 내 운명》                 |
| 여우주연상    | 전도연                           | 《너는 내 운명》                 |
| 남우조연상    | 황정민                           | 《달콤한 인생》                  |
| 여우조연상    | 강혜정                           | 《웰컴 투 동막골》               |
| 신인감독상    | 박광현                           | 《웰컴 투 동막골》               |
| 신인남우상    | 박건형                           | 《댄서의 순정》                  |
| 신인여우상    | 김지수                           | 《여자, 정혜》                   |
| 미술상        | 민언옥                           | 《혈의 누》                      |
| 촬영상        | 황기석                           | 《형사》                         |
| 편집상        | 문인대                           | 《내 생애 가장 아름다운 일주일》 |
| 조명상        | 신경만                           | 《형사》                         |
| 시각효과상    | 신재호                           | 《혈의 누》                      |
| 음악상        | 히사이시 조                      | 《웰컴 투 동막골》               |
| 음향상        | 김석원, 김창섭                   | 《혈의 누》                      |
| 단편영화상    | 김선민                           | 《가리베가스》                   |
| 공로상        | 김동호 부산국제영화제 집행위원장 |                                  |

### 5회 (2006년)
| 부문          | 수상자             | 작품                             |
| ------------- | ------------------ | -------------------------------- |
| 최우수 작품상 | 영화사 청어람      | 《괴물》                         |
| 감독상        | 봉준호             | 《괴물》                         |
| 각본상        | 손재곤             | 《달콤, 살벌한 연인》            |
| 남우주연상    | 조인성             | 《비열한 거리》                  |
| 여우주연상    | 장진영             | 《연애, 그 참을 수 없는 가벼움》 |
| 남우조연상    | 이범수             | 《짝패》                         |
| 여우조연상    | 추자현             | 《사생결단》                     |
| 신인감독상    | 이해영, 이해준     | 《천하장사 마돈나》              |
| 신인남우상    | 이준기             | 《왕의 남자》                    |
| 신인여우상    | 추자현             | 《사생결단》                     |
| 미술상        | 조근현             | 《음란서생》                     |
| 촬영상        | 김형구             | 《괴물》                         |
| 편집상        | 박곡지, 정진희     | 《비열한 거리》                  |
| 조명상        | 이강산, 정영민     | 《괴물》                         |
| 시각효과상    | The Orphanage, EON | 《괴물》                         |
| 음악상        | 이병우             | 《호로비츠를 위하여》            |
| 음향상        | 최태영             | 《괴물》                         |
| 단편영화상    | 박동훈             | 《전쟁 영화》                    |
| 공로상        | 최은희             |                                  |

### 6회 (2007년)
| 부문          | 수상자                 | 작품                |
| ------------- | ---------------------- | ------------------- |
| 최우수 작품상 | 파인하우스 필름        | 《밀양》            |
| 감독상        | 이창동                 | 《밀양》            |
| 각본/각색상   | 최동훈                 | 《타짜》            |
| 남우주연상    | 송강호                 | 《밀양》            |
| 여우주연상    | 전도연                 | 《밀양》            |
| 남우조연상    | 성지루                 | 《극락도 살인사건》 |
| 여우조연상    | 공효진                 | 《행복》            |
| 신인감독상    | 김미정                 | 《궁녀》            |
| 신인남우상    | 다니엘 헤니            | 《마이 파더》       |
| 신인여우상    | 송혜교                 | 《황진이》          |
| 미술상        | 유주호, 윤상윤         | 《M》               |
| 촬영상        | 홍경표                 | 《M》               |
| 편집상        | 신민경                 | 《타짜》            |
| 조명상        | 최철수                 | 《M》               |
| 시각효과상    | 영구아트               | 《디워》            |
| 음악상        | 방준석                 | 《라디오 스타》     |
| 음향상        | 김석원, 김창섭, 이태규 | 《그 놈 목소리》    |
| 단편영화상    | 이성태                 | 《십분간 휴식》     |
| 공로상        | 유현목                 |                     |

### 7회 (2008년)
| 부문          | 수상자                 | 작품                       |
| ------------- | ---------------------- | -------------------------- |
| 최우수 작품상 | 영화사 비단길          | 《추격자》                 |
| 감독상        | 나홍진                 | 《추격자》                 |
| 각본/각색상   | 나홍진                 | 《추격자》                 |
| 남우주연상    | 김윤석                 | 《추격자》                 |
| 여우주연상    | 공효진                 | 《미쓰 홍당무》            |
| 남우조연상    | 박희순                 | 《세븐데이즈》             |
| 여우조연상    | 김지영                 | 《우리 생애 최고의 순간》  |
| 신인감독상    | 나홍진                 | 《추격자》                 |
| 신인남우상    | 강지환                 | 《영화는 영화다》          |
| 신인여우상    | 서우                   | 《미쓰 홍당무》            |
| 미술상        | 조화성                 | 《좋은놈 나쁜놈 이상한놈》 |
| 촬영상        | 이모괘                 | 《좋은놈 나쁜놈 이상한놈》 |
| 편집상        | 김선민                 | 《추격자》                 |
| 조명상        | 이철오                 | 《추격자》                 |
| 시각효과상    | 정두홍, 지중현, 허명행 | 《좋은놈 나쁜놈 이상한놈》 |
| 음악상        | 방준석                 | 《고고 70》                |
| 음향상        | 김경태, 최태영         | 《좋은놈 나쁜놈 이상한놈》 |
| 단편영화상    | 김건                   | 《돼지와 셰익스피어》      |
| 공로상        | 신영균                 |                            |

### 8회 (2010년)
| 부문          | 수상자                                   | 작품                       |
| ------------- | ---------------------------------------- | -------------------------- |
| 최우수 작품상 | 파인하우스 필름, 유니코리아 문예투자(주) | 《시》                     |
| 감독상        | 이창동                                   | 《시》                     |
| 각본/각색상   | 이창동                                   | 《시》                     |
| 남우주연상    | 원빈                                     | 《아저씨》                 |
| 여우주연상    | 서영희                                   | 《김복남 살인사건의 전말》 |
| 남우조연상    | 유해진                                   | 《이끼》                   |
| 여우조연상    | 윤여정                                   | 《하녀》                   |
| 신인감독상    | 장철수                                   | 《김복남 살인사건의 전말》 |
| 신인남우상    | 송새벽                                   | 《방자전》                 |
| 신인여우상    | 김새론                                   | 《아저씨》                 |
| 미술상        | 박일현                                   | 《방자전》                 |
| 촬영상        | 이태윤                                   | 《아저씨》                 |
| 편집상        | 김상범, 김재범                           | 《아저씨》                 |
| 조명상        | 이철오                                   | 《아저씨》                 |
| 시각효과상    | 박정률                                   | 《아저씨》                 |
| 음악상        | 심현정                                   | 《아저씨》                 |
| 음향상        | 공태원, 조민호                           | 《심야의 FM》              |
| 공로상        | 신성일                                   |                            |